# Trần Khát Chân
Trần Khát Chân ou Trần Khắc Chân (en mandarin : 陳渴真; 1370-1399) est un personnage historique du Vietnam. Général éminent de la dynastie Trần, il descend de Trần Bình Trọng (陳平仲 ; 1259-1285), autre général fameux de l’histoire vietnamienne, origininaire de Vĩnh Ninh, dans la province de Thanh Hóa.

## Biographie
Né en 1370, Trần Khắc Chân participe en 1389 à la campagne de l’armée impériale menée par l'empereur Trần Nghệ Tông pour repousser l’invasion du roi Cham Chế Bồng Nga aux abords de la capitale Thăng Long. En 1390, Trần Khắc Chân prépare une embuscade à l’embouchure des rivières Hải Triều et Nhị Hà. À cette occasion, le roi Chế Bồng Nga est mortellement touché par balle et l’armée Cham anéantie. Trần Khắc Chân décapite Chế Bồng Nga et ramène sa tête à Binh Than pour témoigner de sa victoire.
En 1399, Hồ Quý Ly, un dignitaire particulièrement puissant, assassine l'empereur Trần Thuận Tông dans le but de s’emparer du trône, un an après l'avoir fait abdiquer au profit de son fils, alors âgé de trois ans seulement. Trần Khắc Chân, avec d’autres princes, tente alors d’assassiner  Hồ Quý Ly pour venger le  roi lors d’une assemblée sur la montagne Đốn Sơn. Lorsque l’affaire est dévoilée, s’ensuit une série de représailles au cours desquelles Trần Khắc Chân, ainsi que 370 autres dignitaires, trouvent la mort et sont spoliés de leurs biens. La légende raconte qu’au moment d’être exécuté, Trần Khắc Chân poussa un cri de colère et d’indignation qui résonna pendant trois heures dans la montagne Đốn Sơn, et que trois jours après sa mort, son visage paraissait encore vivant.
En 1400, Hồ Quý Ly parvient finalement à mettre la main sur le trône de la dynastie Trần pour y installer la courte dynastie Hồ, laquelle est délogée en 1407 par les Ming qui imposent leur règne au Vietnam .

## Postérité
Des rues portent son nom dans plusieurs villes vietnamiennes comme Đại Cồ Việt ou Lò Đúc à Hanoi, ainsi que des écoles dans le district de Vĩnh Lộc, d’où il est originaire.
Dans le Nord, son nom s'écrit Trần Khát Chân ou parfois aussi localement Trần Khắc Cẳng.
Au Sud, comme à Ho Chi Minh Ville où une rue du District 1 lui rend hommage, son nom s'écrit Trần Khắc Chân.